# Fumio Kitaoka
Pour les articles homonymes, voir Kitaoka.
Fumio Kitaoka (北岡 文雄, Kitaoka Fumio) est un artiste graveur japonais du XXe siècle, né le 11 janvier 1918 à Tokyo et mort le 23 avril 2007, d'une pneumonie.

## Biographie
En 1941, il sort diplômé du département de peinture à l'huile de l'université des arts de Tokyo et, en 1942, devient membre de l'Association japonaise de gravure. De 1955 à 1956, il séjourne à Paris où il étudie les techniques de la gravure sur bois, puis en 1957, il participe à la biennale internationale de l'estampe de Tokyo ainsi qu'à celle de São Paulo.
Dans les années 1964 - 1965, il enseigne la gravure et l'impression sur bois au Minneapolis Museum School of Art et au Pratt Graphic Art Center de New York.
Il fait partie du mouvement Sōsaku hanga et de la société Ichimoku Kay.
Comme d'autres artistes japonais (cf, par exemple, Koizumi Kishio) Kitaoka a produit une série de gravures consacrée à Tokyo, dite Le visage de Tokyo (Tokyo no Kao). Cette œuvre, en noir et blanc, réalisée en 1950 et 1951 et qui montre la ville dans son état peu après la Guerre du Pacifique, est exposée en particulier au Musée national d'Art moderne de Tokyo, qui en publie un inventaire détaillé en ligne.
Il a fait de nombreuses expositions personnelles au Japon, en Yougoslavie, en Suisse et aux États-Unis, souvent accompagnées de conférences sur la gravure.
Les œuvres de Kitakoa Fumio sont présentes dans de nombreux musées, dont le National Museum of Modern Art de Tokyo, le National Museum of Art d'Osaka, le Museum of Modern Art de New York, le Philadelphia Museum of Art, le Museum of Fine Arts in Boston, l'Art Institute of Chicago.